# Membres de l'Ordre du Canada, par ordre alphabétique L
| Nom                                  | Ville                        | Province                  | Grade     | Année | Occupation |
| Bernard Labadie                      | Sillery                      | Québec                    | Officier  | 2004  |            |
| Margaret Wade Labarge                | Ottawa                       | Ontario                   | Membre    | 1982  |            |
| Jules Labarre                        | Saint-Lambert                | Québec                    | Membre    | 1974  |            |
| Arthur Sackville Labatt              | Toronto                      | Ontario                   | Officier  | 1996  |            |
| Huguette Labelle                     | Ottawa                       | Ontario                   | Compagnon | 1989  |            |
| Joseph R. Laben                      | Reserve Mines                | Nouvelle-Écosse           | Membre    | 1984  |            |
| Martin Y. Laberge                    | Sillery                      | Québec                    | Officier  | 1988  |            |
| Margaret Pictou LaBillois            | Comté de Restigouche         | Nouveau-Brunswick         | Membre    | 1995  |            |
| Gilbert A. Labine                    | Toronto                      | Ontario                   | Officier  | 1969  |            |
| Marc Labrèche                        | Montréal                     | Québec                    | Membre    | 2021  |            |
| Arthur Labrie                        | Beaumont                     | Québec                    | Membre    | 1988  |            |
| Fernand Labrie                       | Sainte-Foy                   | Québec                    | Officier  | 1981  |            |
| Arthur Lacerte                       | Saint-Boniface               | Manitoba                  | Membre    | 1996  |            |
| Gustave Lachance                     | Saint-Augustin-de-Desmaures  | Québec                    | Membre    | 1978  |            |
| Janine Lachance                      | Laval                        | Québec                    | Membre    | 2003  |            |
| Andrée Lachapelle                    | Montréal                     | Québec                    | Officier  | 1985  |            |
| Sylvio Lacharité                     | Sherbrooke                   | Québec                    | Membre    | 1982  |            |
| Lucien Lacoste                       | Montréal                     | Québec                    | Membre    | 1986  |            |
| Paul Lacoste                         | Montréal                     | Québec                    | Officier  | 1977  |            |
| Estelle Lacoursière                  | Trois-Rivières               | Québec                    | Membre    | 2006  |            |
| Jacques Lacoursière                  | Beauport                     | Québec                    | Membre    | 2005  |            |
| Luc Lacourcière                      | Québec                       | Québec                    | Compagnon | 1970  |            |
| Maurice Norbert Lacourcière          | Toronto                      | Ontario                   | Officier  | 1998  |            |
| Paul Lacoursière                     | Trois-Rivières               | Québec                    | Membre    | 1978  |            |
| Benoît Lacroix                       | Montréal                     | Québec                    | Officier  | 1985  |            |
| Robert Lacroix                       | Montréal                     | Québec                    | Membre    | 2000  |            |
| Guy Lafleur                          | L'Île-Bizard                 | Québec                    | Officier  | 1980  |            |
| Jean-Daniel Lafond                   | Ottawa                       | Ontario                   | Compagnon | 2005  |            |
| Rita Lafontaine                      | Montréal                     | Québec                    | Officier  | 2005  |            |
| Hectorine H. LaForge                 | Grand-Sault                  | Nouveau-Brunswick         | Membre    | 1998  |            |
| Carole M. Lafrance                   | Morin-Heights                | Québec                    | Membre    | 2003  |            |
| Bernard Lagacé                       | Montréal                     | Québec                    | Officier  | 1985  |            |
| Jean-Louis Lagasse                   | St. Paul                     | Alberta                   | Membre    | 1972  |            |
| Louis Lagassé                        | Sherbrooke                   | Québec                    | Membre    | 2003  |            |
| Chuen-Yan David Lai                  | Victoria                     | Colombie-Britannique      | Membre    | 1983  |            |
| John Coleman Laidlaw                 | Toronto                      | Ontario                   | Membre    | 2003  |            |
| May Laidlaw                          | Medicine Hat                 | Alberta                   | Membre    | 1974  |            |
| G. Blair Laing                       | Toronto                      | Ontario                   | Membre    | 1990  |            |
| Gertrude Laing                       | Calgary                      | Alberta                   | Officier  | 1972  |            |
| Frank W. Laird                       | Penticton                    | Colombie-Britannique      | Membre    | 1981  |            |
| Zaheer M. Lakhani                    | Edmonton                     | Alberta                   | Membre    | 2007  |            |
| Leslie Laking                        | Burlington                   | Ontario                   | Membre    | 1979  |            |
| Guy Laliberté                        | Montréal                     | Québec                    | Officier  | 2003  |            |
| Marius Laliberté                     | Québec                       | Québec                    | Officier  | 1989  |            |
| Jean C. Lallemand                    | Montréal                     | Québec                    | Officier  | 1967  |            |
| Florent Lalonde                      | Orleans                      | Ontario                   | Membre    | 1984  |            |
| Gisèle Lalonde                       | Ottawa                       | Ontario                   | Membre    | 2003  |            |
| Marc Lalonde                         | Montréal                     | Québec                    | Officier  | 1989  |            |
| Marcel Lalonde                       | Montréal                     | Québec                    | Membre    | 1992  |            |
| Robert Lalonde                       | Montréal                     | Québec                    | Officier  | 2004  |            |
| Roger Lalonde                        | Calgary                      | Alberta                   | Membre    | 1998  |            |
| Cynthia Lam                          | Vancouver                    | Colombie-Britannique      | Membre    | 2002  |            |
| David C. Lam                         | Vancouver                    | Colombie-Britannique      | Officier  | 1996  |            |
| Gérard Lamarche                      | Montréal                     | Québec                    | Officier  | 1977  |            |
| Bernard Lamarre                      | Montréal                     | Québec                    | Officier  | 1985  |            |
| Jacques Lamarre                      | Outremont                    | Québec                    | Officier  | 2005  |            |
| Judy LaMarsh                         | Toronto                      | Ontario                   | Officier  | 1980  |            |
| W. Kaye Lamb                         | Vancouver                    | Colombie-Britannique      | Officier  | 1969  |            |
| Allen Lambert                        | Toronto                      | Ontario                   | Officier  | 1976  |            |
| Marie Lambert                        | Verdun                       | Québec                    | Membre    | 1986  |            |
| Phyllis Lambert                      | Montréal                     | Québec                    | Compagnon | 1985  |            |
| Pierrette Lambert                    | Outremont                    | Québec                    | Membre    | 1992  |            |
| Sidney E. Lambert                    | Toronto                      | Ontario                   | Officier  | 1967  |            |
| Yves Lambert                         |                              | Québec                    | Membre    | 2021  |            |
| Louise Lambert-Lagacé                | Montréal                     | Québec                    | Membre    | 1998  |            |
| Heath R. Lamberts                    | Etobicoke                    | Ontario                   | Membre    | 1987  |            |
| Antonio Lamer                        | Ottawa                       | Ontario                   | Compagnon | 2000  |            |
| Jeanne Lamon                         | Toronto                      | Ontario                   | Membre    | 2000  |            |
| Gilles Lamontagne                    | Québec                       | Québec                    | Officier  | 1990  |            |
| Louis-Georges Lamontagne             | Rimouski                     | Québec                    | Membre    | 1986  |            |
| Mary Lamontagne                      | Québec                       | Québec                    | Membre    | 1976  |            |
| Yves Lamontagne                      | Outremont                    | Québec                    | Membre    | 1989  |            |
| Arthur Lamothe                       | Montréal                     | Québec                    | Membre    | 1995  |            |
| Joachim Guillaume « Willie » Lamothe | Saint-Hyacinthe              | Québec                    | Membre    | 1979  |            |
| Solange Dupuis Lamothe               | Shawinigan-Sud               | Québec                    | Membre    | 1993  |            |
| G. Jake Lamoureux                    | Cornwall                     | Ontario                   | Membre    | 2000  |            |
| Gisèle Lamoureux                     | Lévis                        | Québec                    | Membre    | 1999  |            |
| Allan Austin Lamport                 | Toronto                      | Ontario                   | Membre    | 1994  |            |
| Gustave Lanctot                      | Montréal                     | Québec                    | Officier  | 1967  |            |
| Sam Landa                            | Saskatoon                    | Saskatchewan              | Membre    | 1976  |            |
| Lawrence Lande                       | Montréal                     | Québec                    | Officier  | 1967  |            |
| Mildred B. Lande                     | Westmount                    | Québec                    | Membre    | 1980  |            |
| David Lander                         | Calgary                      | Alberta                   | Membre    | 1990  |            |
| Donald H. Lander                     | Orillia                      | Ontario                   | Officier  | 1992  |            |
| Edith Lando                          | Vancouver                    | Colombie-Britannique      | Membre    | 1994  |            |
| Albert Landry                        | Shawinigan                   | Québec                    | Membre    | 1978  |            |
| Aldéa Landry                         | Moncton                      | Nouveau-Brunswick         | Membre    | 2006  |            |
| Edmond E. Landry                     | Caraquet                     | Nouveau-Brunswick         | Membre    | 1983  |            |
| Eva June Landry                      | St. Peter's                  | Nouvelle-Écosse           | Membre    | 2001  |            |
| Frederick Lawrence Landry            | St. George                   | Nouveau-Brunswick         | Membre    | 1991  |            |
| G. Yves Landry                       | Windsor                      | Ontario                   | Officier  | 1994  |            |
| Raymond Landry                       | Ottawa                       | Ontario                   | Membre    | 1991  |            |
| Robert E. Landry                     | Montréal                     | Québec                    | Membre    | 1991  |            |
| Roger D. Landry                      | Ste-Geneviève-de-Batiscan    | Québec                    | Compagnon | 1986  |            |
| Ronald Landry                        | Rivière-du-Loup              | Québec                    | Membre    | 1983  |            |
| Rosemarie Landry                     | Toronto                      | Ontario                   | Membre    | 1990  |            |
| Michele Landsberg                    | Toronto                      | Ontario                   | Officier  | 2007  |            |
| Elizabeth Ann Lane                   | Vancouver                    | Colombie-Britannique      | Membre    | 1979  |            |
| Otto Lang                            | St. Andrews                  | Manitoba                  | Officier  | 1999  |            |
| Henry J. Langan                      | Kamsack                      | Saskatchewan              | Membre    | 1984  |            |
| Bernard Langer                       | Toronto                      | Ontario                   | Officier  | 2001  |            |
| André Langevin                       | Frelighsburg                 | Québec                    | Officier  | 1980  |            |
| Florian Langevin                     | Montréal                     | Québec                    | Membre    | 1987  |            |
| Jacques Langlais                     | Montréal                     | Québec                    | Membre    | 2001  |            |
| James C. Langley                     | Ottawa                       | Ontario                   | Membre    | 2003  |            |
| Daniel Langlois                      | Montréal                     | Québec                    | Officier  | 1999  |            |
| Jacques Languirand                   | Westmount                    | Québec                    | Officier  | 1987  |            |
| David M. Lank                        | Westmount                    | Québec                    | Membre    | 1996  |            |
| J. Fenwick Lansdowne                 | Victoria                     | Colombie-Britannique      | Officier  | 1976  |            |
| J. Spencer Lanthier                  | Toronto                      | Ontario                   | Membre    | 1999  |            |
| Robert Lantos                        | Toronto                      | Ontario                   | Membre    | 1999  |            |
| Helmut H. Lanziner                   | North Vancouver              | Colombie-Britannique      | Membre    | 2005  |            |
| Robert LaPalme                       | Montréal                     | Québec                    | Officier  | 1972  |            |
| Jeanne L. Lapierre                   | Montréal                     | Québec                    | Membre    | 1984  |            |
| Laurier L. LaPierre                  | Ottawa                       | Ontario                   | Officier  | 1994  |            |
| André Laplante                       | Toronto                      | Ontario                   | Officier  | 2004  |            |
| Hugues Lapointe                      | Québec                       | Québec                    | Officier  | 1979  |            |
| Jean Lapointe                        | Magog                        | Québec                    | Officier  | 1983  |            |
| Pierre Audet Lapointe                | Montréal                     | Québec                    | Membre    | 2003  |            |
| Renaude Lapointe                     | Ottawa                       | Ontario                   | Compagnon | 1989  |            |
| Philip Alexander Lapp                | Thornhill                    | Ontario                   | Officier  | 1995  |            |
| Frances Laracy                       | Conception Harbour           | Terre-Neuve-et-Labrador   | Membre    | 1992  |            |
| John P. Larche                       | Timmins                      | Ontario                   | Membre    | 2002  |            |
| Peter Anthony Larkin                 | Vancouver                    | Colombie-Britannique      | Membre    | 1995  |            |
| Roger Larose                         | Montréal                     | Québec                    | Officier  | 1973  |            |
| Bora Laskin                          | Ottawa                       | Ontario                   | Compagnon | 1984  |            |
| Charles Andrew Laszlo                | Vancouver                    | Colombie-Britannique      | Membre    | 1998  |            |
| René Latourelle                      | Montréal                     | Québec                    | Officier  | 1991  |            |
| Gilles Latulippe                     | Longueuil                    | Québec                    | Membre    | 2003  |            |
| Philippe Latulippe                   | Cabano                       | Québec                    | Membre    | 1984  |            |
| Arthur Chui Fu Lau                   | Pointe-Claire                | Québec                    | Membre    | 2000  |            |
| Margaret Laurence                    | Lakefield                    | Ontario                   | Compagnon | 1971  |            |
| Carroll A. Laurin                    | Montréal                     | Québec                    | Officier  | 1995  |            |
| Jacques Laurin                       | Montréal                     | Québec                    | Membre    | 2001  |            |
| Pierre Laurin                        | North Hatley                 | Québec                    | Officier  | 1982  |            |
| Omer Lavallée                        | Lachine                      | Québec                    | Membre    | 1988  |            |
| Sarah Lavalley                       | Golden Lake                  | Ontario                   | Membre    | 1981  |            |
| Lise G. Laverdière                   | Québec                       | Québec                    | Membre    | 1998  |            |
| A. Marshall Laverty                  | Kingston                     | Ontario                   | Membre    | 1985  |            |
| J. Conrad Lavigne                    | Timmins                      | Ontario                   | Membre    | 1982  |            |
| Jean-Noël Lavoie                     | Blainville                   | Québec                    | Membre    | 1992  |            |
| Helen M. Law                         | Leamington                   | Ontario                   | Membre    | 1979  |            |
| Judith A. Lawrence                   | Hornby Island                | Colombie-Britannique      | Membre    | 2001  |            |
| Thomas Lawrence                      | Saskatoon                    | Saskatchewan              | Membre    | 1991  |            |
| R. William Lawson                    | Rockcliffe                   | Ontario                   | Officier  | 1984  |            |
| Tom Lawson                           | London                       | Ontario                   | Membre    | 1983  |            |
| Samuel R. Laycock                    | Vancouver                    | Colombie-Britannique      | Officier  | 1970  |            |
| James H. Laycraft                    | Calgary                      | Alberta                   | Officier  | 2002  |            |
| Irving Layton                        | Côte-Saint-Luc               | Québec                    | Officier  | 1976  |            |
| Mike Lazaridis                       | Waterloo                     | Ontario                   | Officier  | 2005  |            |
| A. Searle Leach                      | Winnipeg                     | Manitoba                  | Officier  | 1974  |            |
| Frederic Leach                       | Winnipeg                     | Manitoba                  | Membre    | 1976  |            |
| Leonard H. Leacock                   | Calgary                      | Alberta                   | Membre    | 1985  |            |
| Vince Leah                           | Winnipeg                     | Manitoba                  | Membre    | 1980  |            |
| Dennice Leahey                       | Pugwash (en)                 | Nouvelle-Écosse           | Membre    | 2005  |            |
| H. Allan Leal                        | Tweed                        | Ontario                   | Officier  | 1983  |            |
| Walter Francis Learning              | Saint-Jean                   | Terre-Neuve-et-Labrador   | Membre    | 1995  |            |
| Jean Cecilia Leask                   | Toronto                      | Ontario                   | Officier  | 1973  |            |
| Eric W. Leaver                       | London                       | Ontario                   | Officier  | 2000  |            |
| Maurice Lebel                        | Sillery                      | Québec                    | Officier  | 1967  |            |
| John R. Leberg                       | St. Mary's                   | Ontario                   | Membre    | 1988  |            |
| Diana Fowler LeBlanc                 | Shédiac                      | Nouveau-Brunswick         | Compagnon | 1995  |            |
| Eveline LeBlanc                      | Québec                       | Québec                    | Officier  | 1968  |            |
| Napoléon LeBlanc                     | Sillery                      | Québec                    | Officier  | 1976  |            |
| Raymond P. LeBlanc                   | Halifax                      | Nouvelle-Écosse           | Membre    | 2005  |            |
| Roméo LeBlanc                        | Shédiac                      | Nouveau-Brunswick         | Compagnon | 1995  |            |
| Charles Philippe Leblond             | Montréal                     | Québec                    | Compagnon | 1977  |            |
| John LeBoutillier                    | Montréal                     | Québec                    | Membre    | 2003  |            |
| René Lecavalier                      | Montréal                     | Québec                    | Officier  | 1970  |            |
| J. Maurice LeClair                   | Verdun                       | Québec                    | Compagnon | 1980  |            |
| Félix Leclerc                        | Île d'Orléans                | Québec                    | Officier  | 1968  |            |
| Marc Leclerc                         | Granby                       | Québec                    | Membre    | 1985  |            |
| John Francis Leddy                   | Windsor                      | Ontario                   | Officier  | 1972  |            |
| Mary Jo Leddy                        | Toronto                      | Ontario                   | Membre    | 1996  |            |
| William R. Lederman                  | Kingston                     | Ontario                   | Officier  | 1981  |            |
| Roland Leduc                         | Verdun                       | Québec                    | Membre    | 1979  |            |
| Alma Lee                             | Vancouver                    | Colombie-Britannique      | Membre    | 2004  |            |
| Dennis Lee                           | Toronto                      | Ontario                   | Officier  | 1993  |            |
| Douglas A. Lee                       | Regina                       | Saskatchewan              | Membre    | 1985  |            |
| Geddy Lee                            | Toronto                      | Ontario                   | Officier  | 1996  |            |
| Jack W. Lee                          | Montréal                     | Québec                    | Membre    | 1990  |            |
| Jack Wai Yen Lee                     | Victoria                     | Colombie-Britannique      | Membre    | 1989  |            |
| Leonard G. Lee                       | Almonte                      | Ontario                   | Membre    | 2002  |            |
| Philip S. Lee                        | Winnipeg                     | Manitoba                  | Membre    | 1999  |            |
| Ranee Lee                            | Brossard                     | Québec                    | Membre    | 2005  |            |
| Robert G.H. Lee                      | Calgary                      | Alberta                   | Membre    | 2004  |            |
| Robert H. Lee                        | Vancouver                    | Colombie-Britannique      | Membre    | 1999  |            |
| Arlette Marie-Laure Lefebvre         | Toronto                      | Ontario                   | Membre    | 1999  |            |
| Denise Lefebvre                      | Montréal                     | Québec                    | Officier  | 1983  |            |
| Gilles Lefebvre                      | Outremont                    | Québec                    | Officier  | 1967  |            |
| Jacques E. Lefebvre                  | Montréal                     | Québec                    | Membre    | 1993  |            |
| Jean Pierre Lefebvre                 | Saint-Armand                 | Québec                    | Officier  | 1991  |            |
| Elizabeth LeFort                     | Margaree Harbour             | Nouvelle-Écosse           | Membre    | 1986  |            |
| Albert Legault                       | Outremont                    | Québec                    | Membre    | 2000  |            |
| Émile Legault                        | Montréal                     | Québec                    | Officier  | 1980  |            |
| Léonard Hilarion Legault             | Ottawa                       | Ontario                   | Officier  | 1987  |            |
| Micheline Legendre                   | Outremont                    | Québec                    | Officier  | 1998  |            |
| Bella-Marie Léger                    | Moncton                      | Nouveau-Brunswick         | Membre    | 1989  |            |
| Gabrielle Léger                      | Ottawa                       | Ontario                   | Compagnon | 1974  |            |
| Jules Léger                          | Ottawa                       | Ontario                   | Compagnon | 1973  |            |
| Paul-Émile Léger                     | Montréal                     | Québec                    | Compagnon | 1968  |            |
| Viola Léger                          | Moncton                      | Nouveau-Brunswick         | Officier  | 1989  |            |
| Martin J. Légère                     | Caraquet                     | Nouveau-Brunswick         | Officier  | 1974  |            |
| Herbert K. Legg                      | Creston                      | Colombie-Britannique      | Membre    | 1973  |            |
| Kathleen Rowan Legg                  | Chester                      | Nouvelle-Écosse           | Membre    | 1972  |            |
| Bruce Jarvis Legge                   | Toronto                      | Ontario                   | Membre    | 1987  |            |
| Garth Warren Legge                   | Richmond Hill                | Ontario                   | Membre    | 1999  |            |
| Robert F. Legget                     | Ottawa                       | Ontario                   | Compagnon | 1967  |            |
| William C. Leggett                   | Kingston                     | Ontario                   | Membre    | 2001  |            |
| Kathleen Pratt LeGrow                | Saint-Jean                   | Terre-Neuve-et-Labrador   | Membre    | 2005  |            |
| Heinz F. Lehmann                     | Montréal                     | Québec                    | Officier  | 1976  |            |
| Z. Lewis Leigh                       | Grimsby                      | Ontario                   | Membre    | 1989  |            |
| David S.R. Leighton                  | Komoka                       | Ontario                   | Officier  | 2002  |            |
| Beatrice Cecile Leinbach             | Vancouver                    | Colombie-Britannique      | Membre    | 1998  |            |
| William Leiss                        | Ottawa                       | Ontario                   | Officier  | 2003  |            |
| John Daniel Leitch                   | King City                    | Ontario                   | Officier  | 1999  |            |
| Francine Lelièvre                    | Montréal                     | Québec                    | Membre    | 2014  |            |
| Bernard Lemaire                      | Kingsey Falls                | Québec                    | Officier  | 1987  |            |
| Paul H. Leman                        | Montréal                     | Québec                    | Officier  | 1974  |            |
| Gérard Lemay                         | Québec                       | Québec                    | Membre    | 1982  |            |
| J.E. Raymond Lemay                   | Ville d'Anjou                | Québec                    | Membre    | 1980  |            |
| Roger Lemelin                        | Saint-Augustin-de-Desmaures  | Québec                    | Compagnon | 1980  |            |
| Mary J. LeMessurier                  | Gunn                         | Alberta                   | Membre    | 1998  |            |
| Robert Le Meur                       | Tuktoyaktuk                  | Territoires du Nord-Ouest | Membre    | 1982  |            |
| Audrey Tweddell Lemieux              | Québec                       | Québec                    | Membre    | 1993  |            |
| Ernest Lemieux                       | Québec                       | Québec                    | Membre    | 1973  |            |
| Germain Lemieux                      | Sudbury                      | Ontario                   | Membre    | 1984  |            |
| Jean Paul Lemieux                    | Sillery                      | Québec                    | Compagnon | 1968  |            |
| Mario Lemieux                        | Montréal                     | Québec                    | Officier  | 2010  |            |
| Raymond Urgel Lemieux                | Edmonton                     | Alberta                   | Compagnon | 1968  |            |
| Renaud Lemieux                       | Cap-Rouge                    | Québec                    | Membre    | 1978  |            |
| Vincent Lemieux                      | Sainte-Foy                   | Québec                    | Membre    | 2005  |            |
| Marie Lemire                         | Montréal                     | Québec                    | Officier  | 1969  |            |
| Michel Lemire                        | Saint-Zéphirin               | Québec                    | Membre    | 1991  |            |
| Laureano Leone                       | Weston                       | Ontario                   | Membre    | 1981  |            |
| Robert Lepage                        | Québec                       | Québec                    | Officier  | 1994  |            |
| Douglas V. LePan                     | Toronto                      | Ontario                   | Officier  | 1998  |            |
| M. David Lepofsky                    | Toronto                      | Ontario                   | Membre    | 1994  |            |
| Tracy LeQuyere                       | Shallow Lake                 | Ontario                   | Membre    | 1989  |            |
| Edgar Joseph LeRoux                  | Nepean                       | Ontario                   | Officier  | 1987  |            |
| Jean Lesage                          | Québec                       | Québec                    | Compagnon | 1970  |            |
| Marguerite Lescop                    | Montréal                     | Québec                    | Membre    | 2001  |            |
| E.C. Leslie                          | Regina                       | Saskatchewan              | Officier  | 1969  |            |
| M. Zotique Lespérance                | Montréal                     | Québec                    | Membre    | 1984  |            |
| Jean-Claude Lessard                  | Montréal                     | Québec                    | Officier  | 1969  |            |
| H. Victor Letendre                   | Edmonton                     | Alberta                   | Membre    | 2004  |            |
| Joseph Adrien Letendre               | Amos                         | Québec                    | Membre    | 2000  |            |
| Rita Letendre                        | Toronto                      | Ontario                   | Officier  | 2005  |            |
| Charmaine Letourneau                 | Edmonton                     | Alberta                   | Membre    | 2000  |            |
| Evelyn Story Lett                    | Vancouver                    | Colombie-Britannique      | Officier  | 1997  |            |
| S. Wah Leung                         | Vancouver                    | Colombie-Britannique      | Officier  | 1987  |            |
| Sophia Ming Ren Leung                | Vancouver                    | Colombie-Britannique      | Membre    | 1994  |            |
| Joseph Emmanuel Yvon Levaque         | Edmonton                     | Alberta                   | Membre    | 1987  |            |
| Claude Léveillée                     | Mirabel                      | Québec                    | Officier  | 1996  |            |
| Claude Lévesque                      | Sainte-Marcelline-de-Kildare | Québec                    | Membre    | 1989  |            |
| Georges-Henri Lévesque               | Montréal                     | Québec                    | Compagnon | 1967  |            |
| Jacques Lévesque                     | St-Robert                    | Québec                    | Membre    | 2004  |            |
| Jean-Louis Lévesque                  | Montréal                     | Québec                    | Membre    | 1976  |            |
| René J.A. Lévesque                   | Outremont                    | Québec                    | Officier  | 1997  |            |
| Suzanne Lévesque                     | Montréal                     | Québec                    | Membre    | 2004  |            |
| Albert Levi                          | Big Cove                     | Nouveau-Brunswick         | Membre    | 1984  |            |
| Boris G. Levine                      | Montréal                     | Québec                    | Membre    | 2003  |            |
| Julia Levy                           | Vancouver                    | Colombie-Britannique      | Officier  | 2001  |            |
| Stephan Robert Lewar                 | North York                   | Ontario                   | Membre    | 2002  |            |
| Daurene E. Lewis                     | Bedford                      | Nouvelle-Écosse           | Membre    | 2002  |            |
| David Lewis                          | Ottawa                       | Ontario                   | Compagnon | 1976  |            |
| Margaret Bradshaw Lewis              | Toronto                      | Ontario                   | Membre    | 1984  |            |
| Raymond Lewis                        | Hamilton                     | Ontario                   | Membre    | 2000  |            |
| Reginald William Lewis               | Toronto                      | Ontario                   | Membre    | 1986  |            |
| Sara Lee Lewis                       | Wolfville                    | Nouvelle-Écosse           | Membre    | 2000  |            |
| Stephen Lewis                        | Toronto                      | Ontario                   | Compagnon | 2002  |            |
| Wilfrid Bennett Lewis                | Deep River                   | Ontario                   | Compagnon | 1967  |            |
| Louis H. Lewry                       | Moose Jaw                    | Saskatchewan              | Membre    | 1980  |            |
| Monique Leyrac                       | Westmount                    | Québec                    | Officier  | 1967  |            |
| James F. Leys                        | Ottawa                       | Ontario                   | Membre    | 1974  |            |
| Peter M. Liba                        | Winnipeg                     | Manitoba                  | Membre    | 1984  |            |
| Alvin Gerald Libin                   | Calgary                      | Alberta                   | Officier  | 2001  |            |
| John E. Liersch                      | Richmond                     | Colombie-Britannique      | Officier  | 1971  |            |
| Alex Lifeson                         | Toronto                      | Ontario                   | Officier  | 1996  |            |
| Walter Frederick Light               | Toronto                      | Ontario                   | Officier  | 1986  |            |
| Gordon Lightfoot                     | Toronto                      | Ontario                   | Compagnon | 1970  |            |
| Alice M.S. Lighthall                 | Westmount                    | Québec                    | Membre    | 1973  |            |
| Lois Ada Lilienstein                 | Toronto                      | Ontario                   | Membre    | 2002  |            |
| Alexander J. Lilly                   | Moncton                      | Nouveau-Brunswick         | Membre    | 2004  |            |
| Clara Yee Lim                        | Richmond                     | Colombie-Britannique      | Membre    | 1979  |            |
| Gérard A. Limoges                    | Westmount                    | Québec                    | Membre    | 2002  |            |
| David T.W. Lin                       | Toronto                      | Ontario                   | Membre    | 1986  |            |
| Paul Ta Kuang Lin                    | Vancouver                    | Colombie-Britannique      | Membre    | 1998  |            |
| Philip B. Lind                       | Toronto                      | Ontario                   | Membre    | 2001  |            |
| Herman Linder                        | Cardston                     | Alberta                   | Membre    | 1998  |            |
| Ernest Lindner                       | Saskatoon                    | Saskatchewan              | Officier  | 1979  |            |
| Anne Lindsay                         | Toronto                      | Ontario                   | Membre    | 2003  |            |
| Fernand Lindsay                      | Joliette                     | Québec                    | Membre    | 1986  |            |
| Roy Oliver Lindseth                  | Calgary                      | Alberta                   | Membre    | 1995  |            |
| George Lindsey                       | Ottawa                       | Ontario                   | Officier  | 1989  |            |
| Daniel Ling                          | Cobble Hill                  | Colombie-Britannique      | Officier  | 1999  |            |
| Frank Ling                           | Rockliffe Park               | Ontario                   | Membre    | 2004  |            |
| Charles E. Linkletter                | Summerside                   | Île-du-Prince-Édouard     | Membre    | 1996  |            |
| Willem B.C. de Lint                  | Regina                       | Saskatchewan              | Membre    | 1995  |            |
| Richard G. Lipsey                    | Vancouver                    | Colombie-Britannique      | Officier  | 1991  |            |
| Arthur Lismer                        | Montréal                     | Québec                    | Compagnon | 1967  |            |
| Georges Little                       | Outremont                    | Québec                    | Membre    | 1993  |            |
| Jean Little                          | Elora                        | Ontario                   | Membre    | 1992  |            |
| J. Wilton Littlechild                | Hobbema                      | Alberta                   | Membre    | 1998  |            |
| Dorothy Livesay                      | Victoria                     | Colombie-Britannique      | Officier  | 1986  |            |
| Donald R. Livingstone                | Stratford                    | Île-du-Prince-Édouard     | Membre    | 1990  |            |
| Esse W. Ljungh                       | Kingston                     | Ontario                   | Membre    | 1981  |            |
| David Stevenson Lloyd                | Toronto                      | Ontario                   | Officier  | 1971  |            |
| Gweneth Lloyd                        | Kelowna                      | Colombie-Britannique      | Officier  | 1968  |            |
| Mary Lobay                           | Edmonton                     | Alberta                   | Membre    | 1987  |            |
| Kenneth Lochhead                     | Ottawa                       | Ontario                   | Officier  | 1970  |            |
| Édouard Lock                         | Montréal                     | Québec                    | Officier  | 2001  |            |
| Charles H. Locke                     | Ottawa                       | Ontario                   | Compagnon | 1971  |            |
| Jack Lambourne Locke                 | Ottawa                       | Ontario                   | Membre    | 1997  |            |
| Leonard H. Lockhart                  | Moncton                      | Nouveau-Brunswick         | Officier  | 2003  |            |
| Millicent Loder                      | Mount Pearl                  | Terre-Neuve-et-Labrador   | Membre    | 1982  |            |
| William Herbert Loewen               | St. Norbert                  | Manitoba                  | Membre    | 1998  |            |
| Jean Loiselle                        | Montréal                     | Québec                    | Membre    | 1996  |            |
| Yvette Loiselle                      | Outremont                    | Québec                    | Membre    | 1994  |            |
| James W. Lomax                       | Hamilton                     | Ontario                   | Membre    | 1983  |            |
| John-Barbalinardo Lombardi           | Toronto                      | Ontario                   | Membre    | 1981  |            |
| Jack R. London                       | Winnipeg                     | Manitoba                  | Membre    | 2004  |            |
| Cecilia E. Long                      | Toronto                      | Ontario                   | Membre    | 1980  |            |
| J. Ron Longstaffe                    | Vancouver                    | Colombie-Britannique      | Membre    | 2001  |            |
| Diane Mary Loomer                    | Vancouver                    | Colombie-Britannique      | Membre    | 1999  |            |
| Louis H. Lorrain                     | Orono                        | Ontario                   | Membre    | 1995  |            |
| Léon Lortie                          | Montréal                     | Québec                    | Officier  | 1970  |            |
| Marcel Lortie                        | Beauport                     | Québec                    | Membre    | 1988  |            |
| Pierre Lortie                        | Saint-Lambert                | Québec                    | Membre    | 2001  |            |
| Samuel Ralph Loschiavo               | Winnipeg                     | Manitoba                  | Membre    | 2000  |            |
| Edgar Peter Lougheed                 | Calgary                      | Alberta                   | Compagnon | 1986  |            |
| Carol Elaine Ashfield Loughrey       | Fredericton                  | Nouveau-Brunswick         | Officier  | 2004  |            |
| Alexina Louie                        | Toronto                      | Ontario                   | Officier  | 2005  |            |
| Tong Louie                           | Vancouver                    | Colombie-Britannique      | Membre    | 1989  |            |
| Colin Low                            | Montréal                     | Québec                    | Membre    | 1995  |            |
| Donald McN. Lowe                     | Vancouver                    | Colombie-Britannique      | Officier  | 1968  |            |
| Arthur R.M. Lower                    | Kingston                     | Ontario                   | Compagnon | 1968  |            |
| Bob Lowery                           | Thompson                     | Manitoba                  | Membre    | 1995  |            |
| Richard Lowery                       | Vancouver                    | Colombie-Britannique      | Officier  | 1985  |            |
| Frederick Hans Lowy                  | Montréal                     | Québec                    | Officier  | 1999  |            |
| Jacob M. Lowy                        | Montréal                     | Québec                    | Membre    | 1983  |            |
| Primo I. Di Luca                     | Islington (en)               | Ontario                   | Membre    | 1980  |            |
| Rhona Lucas                          | West Vancouver               | Colombie-Britannique      | Membre    | 1973  |            |
| Roger V. Lucy                        | Ottawa                       | Ontario                   | Membre    | 1980  |            |
| David Y.H. Lui                       | Vancouver                    | Colombie-Britannique      | Membre    | 1999  |            |
| K. Louis Lukanovich                  | Montford                     | Québec                    | Membre    | 1977  |            |
| Jean B. Lumb                         | Toronto                      | Ontario                   | Membre    | 1976  |            |
| Leonard G. Lumbers                   | Toronto                      | Ontario                   | Membre    | 1983  |            |
| Harry G. Lumsden                     | Aurora                       | Ontario                   | Membre    | 2003  |            |
| Clifford Douglas Lumsdon             | Toronto                      | Ontario                   | Membre    | 1982  |            |
| Alan W. Lund                         | Thornhill                    | Ontario                   | Officier  | 1982  |            |
| Arthur R. Lundrigan                  | Corner Brook                 | Terre-Neuve-et-Labrador   | Officier  | 1991  |            |
| Harold W. Lundrigan                  | Corner Brook                 | Terre-Neuve-et-Labrador   | Membre    | 1991  |            |
| Janet Louise Lunn                    | Ottawa                       | Ontario                   | Membre    | 1997  |            |
| Manoly Robert Lupul                  | Calgary                      | Alberta                   | Membre    | 2003  |            |
| George Luscombe                      | Toronto                      | Ontario                   | Membre    | 1981  |            |
| Norman John Lush                     | Saint-Jean                   | Terre-Neuve-et-Labrador   | Membre    | 2003  |            |
| Gaétan Lussier                       | Brossard                     | Québec                    | Officier  | 1981  |            |
| Irénée Lussier                       | Vanier                       | Ontario                   | Officier  | 1969  |            |
| Jean Jacques Lussier                 | Ottawa                       | Ontario                   | Officier  | 1972  |            |
| Kathleen Mary Jo Lutley              | Thompson                     | Manitoba                  | Membre    | 1986  |            |
| William L. Lyall                     | Cambridge Bay                | Nunavut                   | Membre    | 2003  |            |
| Abbyann Day Lynch                    | Toronto                      | Ontario                   | Membre    | 1997  |            |
| Charles Burchill Lynch               | Gatineau                     | Québec                    | Officier  | 1977  |            |
| Richard Lyons                        | Thunder Bay                  | Ontario                   | Membre    | 2002  |            |
| Allan M. Lysack                      | Dauphin                      | Manitoba                  | Membre    | 2002  |            |